# 55561 Madenberg
55561 Madenberg è un asteroide della fascia principale. Scoperto nel 2002, presenta un'orbita caratterizzata da un semiasse maggiore pari a 2,2832883 UA e da un'eccentricità di 0,1399948, inclinata di 5,70122° rispetto all'eclittica.